# استفانو گارزون
استفانو گارزون (انگلیسی: Stefano Garzon؛ زادهٔ ۲۳ دسامبر ۱۹۸۱) بازیکن فوتبال اهل ایتالیا است.
از باشگاه‌هایی که در آن بازی کرده‌است می‌توان به باشگاه فوتبال هلاس ورونا، باشگاه فوتبال آلساندریا، باشگاه فوتبال کیه‌وو ورونا، باشگاه فوتبال کرمونزه، باشگاه فوتبال دلفینو پسکارا، باشگاه فوتبال آولینو، و باشگاه فوتبال وارزه اشاره کرد.